# Ferrari F310
De Ferrari F310 was de Formule 1-auto van Scuderia Ferrari voor de seizoenen van 1996 en 1997. De wagen werd bestuurd door twee coureurs die hun debuut maakten voor Ferrari: regerend wereldkampioen Michael Schumacher die overkwam van Benetton en Eddie Irvine die overkwam van Jordan. Met de wagen werd er achtmaal gewonnen, elke keer door Michael Schumacher. Ferrari eindigde tweemaal tweede in de constructeurskampioenschap met de F310. En de coureurstitel pakken lukte weer niet voor Ferrari.

## Versies

### Ferrari F310
De originele F310 was een van de betere wagens op de grid, maar kon de snelheid en betrouwbaarheid van de Williams FW18 niet evenaren. Michael Schumacher wist wel drie keer te winnen. Dat de coureurs 15 keer de eindstreep niet wisten te halen, meestal door een mechanisch probleem, toonde aan dat de F310 niet betrouwbaar was. Vooral Eddie Irvine's 8 DNF's na elkaar was een dieptepunt. De ontwikkeling van de wagen was moeilijk en in het begin moest de renstal zelfs delen van de wagen uit 1995 gebruiken voor de wagens. Beide Eddie Irvine en ontwerper John Barnard vonden dat de wagen "niet echt goed" was.
De F310 was de eerste Formule 1-wagen van Ferrari die een V10 motor had, nadat duidelijk werd dat deze de beste combinatie was tussen snel en efficiënt. De sterkere V12 van vorige seizoen was te inefficiënt en de zeer efficiënte V8 was niet krachtig genoeg. De naam van de wagen, F310, verwijst naar de motor; 3 liter, 10 cilinders. Dezelfde manier van naamgeving zoals de Ferrari 312, Ferrari 312B, Ferrari 312T en de Ferrari 248.

### Ferrari F310B
De F310B was een verbeterde versie van de F310, die betrouwbaarder en sneller was. Hiermee wist Michael Schumacher wel mee te strijden voor het wereldkampioenschap. In de laatste ronde stond Michael Schumacher 1 punt voor op Williams-coureur Jacques Villeneuve. Maar tijdens de race botste Michael Schumacher tegen Jacques Villeneuve nadat Jacques Villeneuve een poging deed om de leiding te pakken van Michael Schumacher. Michael Schumacher kwam in de gravel terecht en reed de race niet uit, hij zou 2e worden in de WK-stand, maar werd daarna door de FIA gediskwalificeerd. Ferrari behield wel al de punten in het constructeurskampioenschap.

## Formule 1-resultaten
| Resultaat                     |
| ----------------------------- |
| Winnaar                       |
| Tweede plaats                 |
| Derde plaats                  |
| Gefinisht (punten)            |
| Gefinisht (geen punten)       |
| Niet geklasseerd (NC)         |
| Uitgevallen (DNF)             |
| Niet gekwalificeerd (DNQ)     |
| Gediskwalificeerd (DSQ)       |
| Niet gestart (DNS)            |
| Gewond (INJ)                  |
| Uitgesloten (EX)              |
| Teruggetrokken (WD)           |
| Niet deelgenomen (blanco cel) |
| vetgedrukt (pole position)    |
| cursief (snelste ronde)       |

| Jaar | Chassis      | Motor       | Banden | Coureurs           | 1   | 2   | 3   | 4   | 5   | 6   | 7   | 8   | 9   | 10  | 11  | 12  | 13  | 14  | 15  | 16  | 17  | Punten | WK-plaats |
| ---- | ------------ | ----------- | ------ | ------------------ | --- | --- | --- | --- | --- | --- | --- | --- | --- | --- | --- | --- | --- | --- | --- | --- | --- | ------ | --------- |
| 1996 | Ferrari F310 | Ferrari V10 | G      |                    | AUS | BRA | ARG | EUR | SMR | MON | SPA | CAN | FRA | GBR | DUI | HON | BEL | ITA | POR | JPN |     | 70     | Zilver    |
| 1996 | Ferrari F310 | Ferrari V10 | G      | Michael Schumacher | DNF | 3   | DNF | 2   | 2   | DNF | 1   | DNF | DNS | DNF | 4   | 9   | 1   | 1   | 3   | 2   |     | 70     | Zilver    |
| 1996 | Ferrari F310 | Ferrari V10 | G      | Eddie Irvine       | 3   | 7   | 5   | DNF | 4   | 7   | DNF | DNF | DNF | DNF | DNF | DNF | DNF | DNF | 5   | DNF |     | 70     | Zilver    |
| 1997 | Ferrari 310B | Ferrari V10 | G      |                    | AUS | BRA | ARG | SMR | MON | SPA | CAN | FRA | GBR | DUI | HON | BEL | ITA | OOS | LUX | JPN | EUR | 102    | Zilver    |
| 1997 | Ferrari 310B | Ferrari V10 | G      | Michael Schumacher | 2   | 5   | DNF | 2   | 1   | 4   | 1   | 1   | DNF | 2   | 4   | 1   | 6   | 6   | DNF | 1   | DNF | 102    | Zilver    |
| 1997 | Ferrari 310B | Ferrari V10 | G      | Eddie Irvine       | DNF | 16  | 2   | 3   | 3   | 12  | DNF | 3   | DNF | DNF | 9   | 10  | 8   | DNF | DNF | 3   | 5   | 102    | Zilver    |
| Jaar | Chassis      | Motor       | Banden | Coureurs           | 1   | 2   | 3   | 4   | 5   | 6   | 7   | 8   | 9   | 10  | 11  | 12  | 13  | 14  | 15  | 16  | 17  | Punten | WK-plaats |

### Eindstand coureurskampioenschap

#### 1996
- Michael Schumacher: 3e (59 pnt)
- Eddie Irvine: 10e (11 pnt)

#### 1997
- Michael Schumacher: DSQ (78 pnt)
- Eddie Irvine: 7e (24 pnt)